# Якутуголь
АО ХК «Якуту́голь» — российская угольная компания. Полное наименование — Акционерное общество Холдинговая компания «Якутуголь». Штаб-квартира расположена в городе Нерюнгри (Якутия).
Общество создано в 2002 году путём преобразования государственного унитарного предприятия «Якутуголь» в открытое акционерное общество «Якутуголь».

## Собственники и руководство
В январе 2005 года на открытом аукционе пакет размером 25 процентов плюс одна акция ОАО ХК «Якутуголь» приобрела Группа ОАО «Мечел». В октябре 2007 года Группа ОАО «Мечел» стала собственником 100 % акций Общества. В 2008 году в ходе реструктуризации Группы «Мечел» «Якутуголь» был включен в состав угледобывающего дивизиона во главе с ОАО «Мечел-Майнинг».
Управляющий директор — Сергей Семенович Коломников

## Деятельность
Компания разрабатывает три месторождения — Нерюнгринское, Кангаласское и Джебарики-Хайское. Запасы — около 287,2 млн тонн угля (по состоянию на 01.01.2018 г.), в основном коксующегося (99 млн тонн). Уголь, добываемый на Нерюнгринском месторождении, имеет зольность (18,5 %-19,5 %), низкое содержание серы (0,2 %), среднюю влажность — 6,5 %, высокую калорийность. На сегодня основным производственным активом АО ХК «Якутуголь» является разрез «Нерюнгринский», доля которого в общей добыче угольной компании составляет более 90 % .
Свыше половины добытого угля поставляется на экспорт в страны Азиатско-Тихоокеанского региона, в частности, в Китай, Японию и Южную Корею. Основные российские потребители угля компании на внутреннем рынке — энергосистемы Дальневосточного федерального округа, металлургические предприятия Урала и Сибири, коксохимические предприятия ЦО.
В 2017 году объём добычи составил 8,3 млн тонн рядового угля.
Помимо этого, «Якутуглю» принадлежит три лицензии на разработку месторождений железной руды: Пионерское, Сиваглинское и Сутамская железорудная площадь. Разведанные запасы минерального образования составляют 164,3 млн тонн, а прогнозные — 1 350 тыс. тонн. Запасы доломитов — 20 млн тонн.